# Acantheis kazantsevae
Espèce
Acantheis kazantsevae est une espèce d'araignées aranéomorphes de la famille des Ctenidae.

## Distribution
Cette espèce est endémique de Sumatra en Indonésie. Elle se rencontre vers Ketambe.

## Description
Le mâle holotype mesure 4,25 mm et la femelle paratype 5,35 mm.

## Systématique et taxinomie
Cette espèce a été décrite par Fomichev, Omelko et Marusik en 2024.

## Étymologie
Cette espèce est nommée en l'honneur de Yulia G. Kazantseva. 

## Publication originale
- Fomichev, Omelko & Marusik, 2024 : « A survey of the Sumatran Ctenidae (Araneae). 4. A new species of Acantheis Thorell, 1891 with unique copulatory organs morphology. » Zootaxa, no 5536(3), p. 492-500.